# Jockey Club de Bogotá
El Jockey Club de Bogotá es un club social y cultural privado de Colombia, uno de los más antiguos del país y considerada la institución más exclusiva, respetada, tradicional y prestigiosa de Colombia.
Fue fundado en 1874 por Ricardo Portocarrero y miembros la aristocracia bogotana con el fin de fomentar la hípica en la ciudad, y reorganizado entre 1888, 1890 y 1902. Es parte del Círculo Ecuestre de Barcelona. Durante gran parte del siglo pasado, el Jockey Club ha sido el epicentro de la vida política y social de la sociedad colombiana. La mayoría de los presidentes de Colombia durante ese siglo fueron socios del club, lo que consolidó su reputación como un espacio de poder e influencia. En 2024, celebró su 150 aniversario, reafirmando su legado en la historia del país.
Desde su creación, el club se ha distinguido por su enfoque en la preservación de las costumbres y la cultura, convirtiéndose en un punto de encuentro de intelectuales, políticos y empresarios de gran influencia en Colombia. A lo largo de su historia, es notable que en casi todas las juntas directivas desde 1874 hasta la actualidad han figurado al menos dos miembros de estas familias, reflejando un fuerte sentido de continuidad y tradición.
El club tiene sede actualmente en el barrio Rosales, en el norte de Bogotá, en medio del centro empresarial de la ciudad, el cual fue abierto al público para la realización de eventos sociales y culturales. Su sede histórica actualmente está bajo la curaduría de la Universidad del Rosario, quien la utiliza como una de sus sedes administrativas.

## Historia

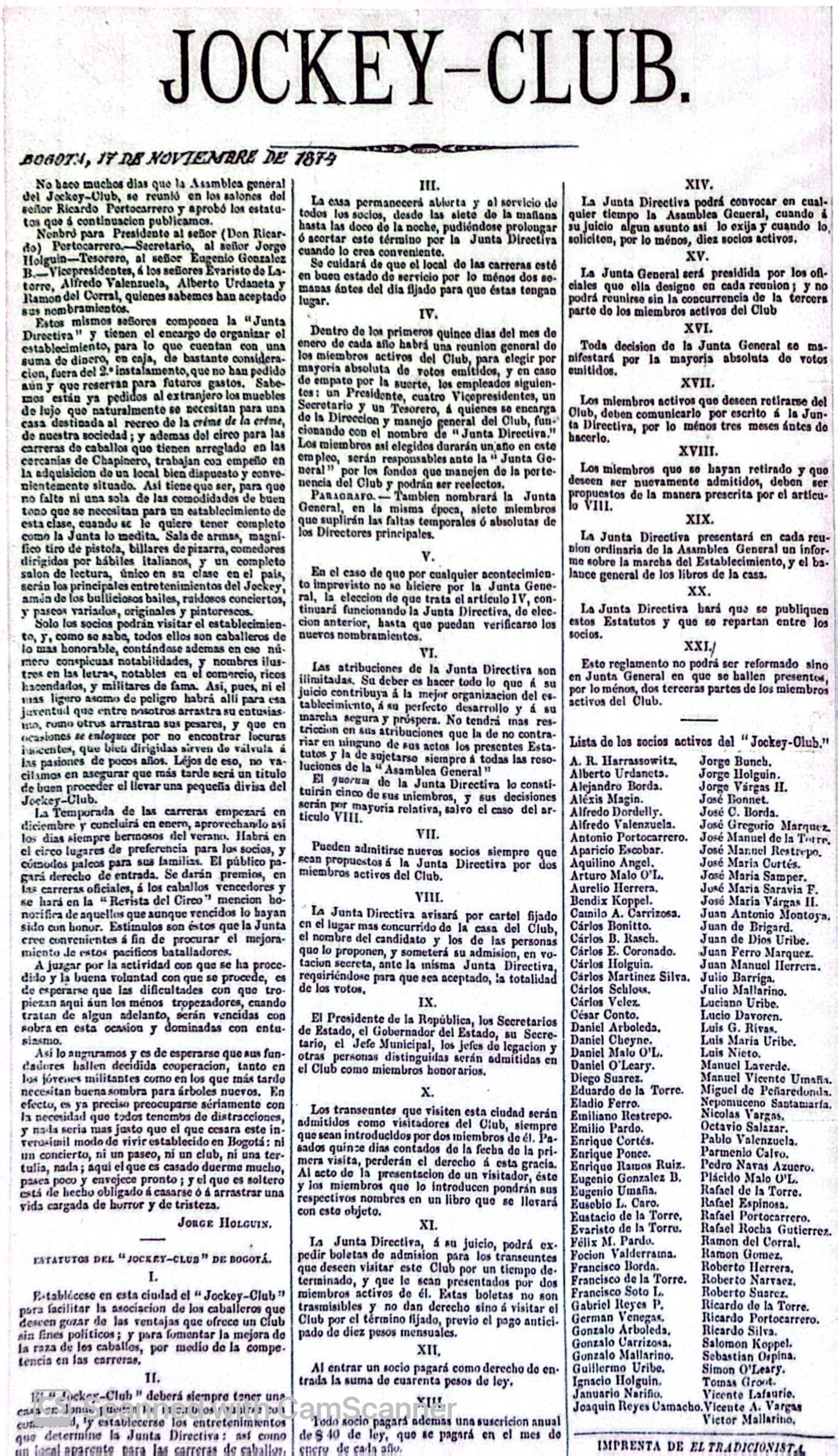
Estatutos del Jockey Club de Bogotá, 17 de noviembre de 1874

### Fundación
El centro social fue fundado el 6 de agosto de 1874 por el aristócrata bogotano Ricardo Portocarrero Caicedo, acompañado por la personalidades y personajes de alta sociedad de la época, que buscaban un espacio exclusivo para hacer tertulias y fomentar la afición por la hípica en la capital. Ese mismo día, se conmemora el cumpleaños de la ciudad.
La fundación del club marcó el renacimiento de las carreras de caballos tras un largo receso a finales del siglo XIX, definiendo nuevas formas de sociabilidad urbana. Junto al Club de Comercio, esta asociación impulsó las jornadas hípicas que captaron el interés de la élite bogotana de finales de siglo. Portocarrero y Federico Montoya construyeron un hipódromo improvisado en el sector de Chapinero. Allí, los socios se reunían para disfrutar de carreras que iban más allá del deporte; eran eventos sociales de prestigio y tradición.

### Funcionamiento
Sus tertulias fueron ampliamente citadas por viajeros extranjeros desde el siglo XIX, ya que en ellas se discutían temas culturales y políticos de gran trascendencia nacional. Además, contribuyeron a consolidar y conservar los vínculos entre las familias fundadoras. La primera sede del club se abrió a pocos pasos de la Plaza de Bolívar, en la carrera 6 con calle 12, conocida como Calle Florián, en los terrenos de la mansión del político conservador Mariano Tanco Armero.
A finales del siglo XX, debido a la transformación urbana y el desplazamiento de sus socios hacia el norte de la ciudad, el club trasladó sus actividades principales a una nueva sede en la carrera 4 con calle 72, manteniendo su histórica sede del centro solo para eventos especiales.
Fue un espacio clave en la política y administración pública de Colombia durante el siglo XX, al servir como punto de reunión de las élites económicas y políticas, donde se negociaron acuerdos fundamentales para la historia nacional. Su membresía ha sido sinónimo de exclusividad y privilegio debido a sus estrictos requisitos de ingreso.
No existen membresías disponibles para la venta, los interesados deben ser presentados por dos socios activos y esperar la aprobación de la junta directiva. Además, el ingreso está condicionado a que un socio anterior se retire o fallezca sin dejar un heredero que ocupe su lugar. Un episodio célebre de su historia fue el rechazo de Jorge Eliécer Gaitán como socio, una decisión tomada por votación de sus miembros y ampliamente recordada en la historia política del país.

## Instalaciones

### Sede Plaza Santander

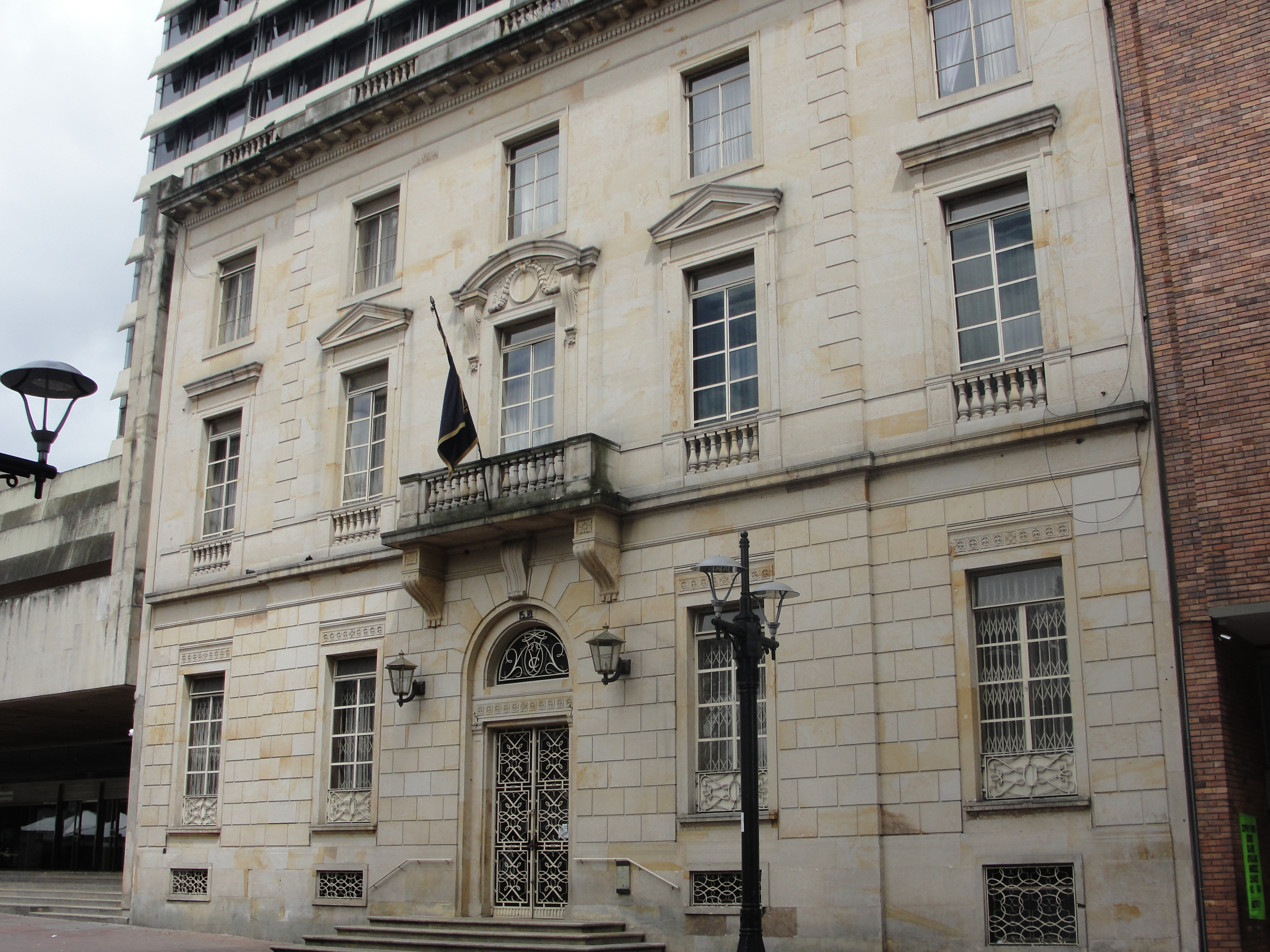
Edificio del antiguo Jockey Club, centro de Bogotá.

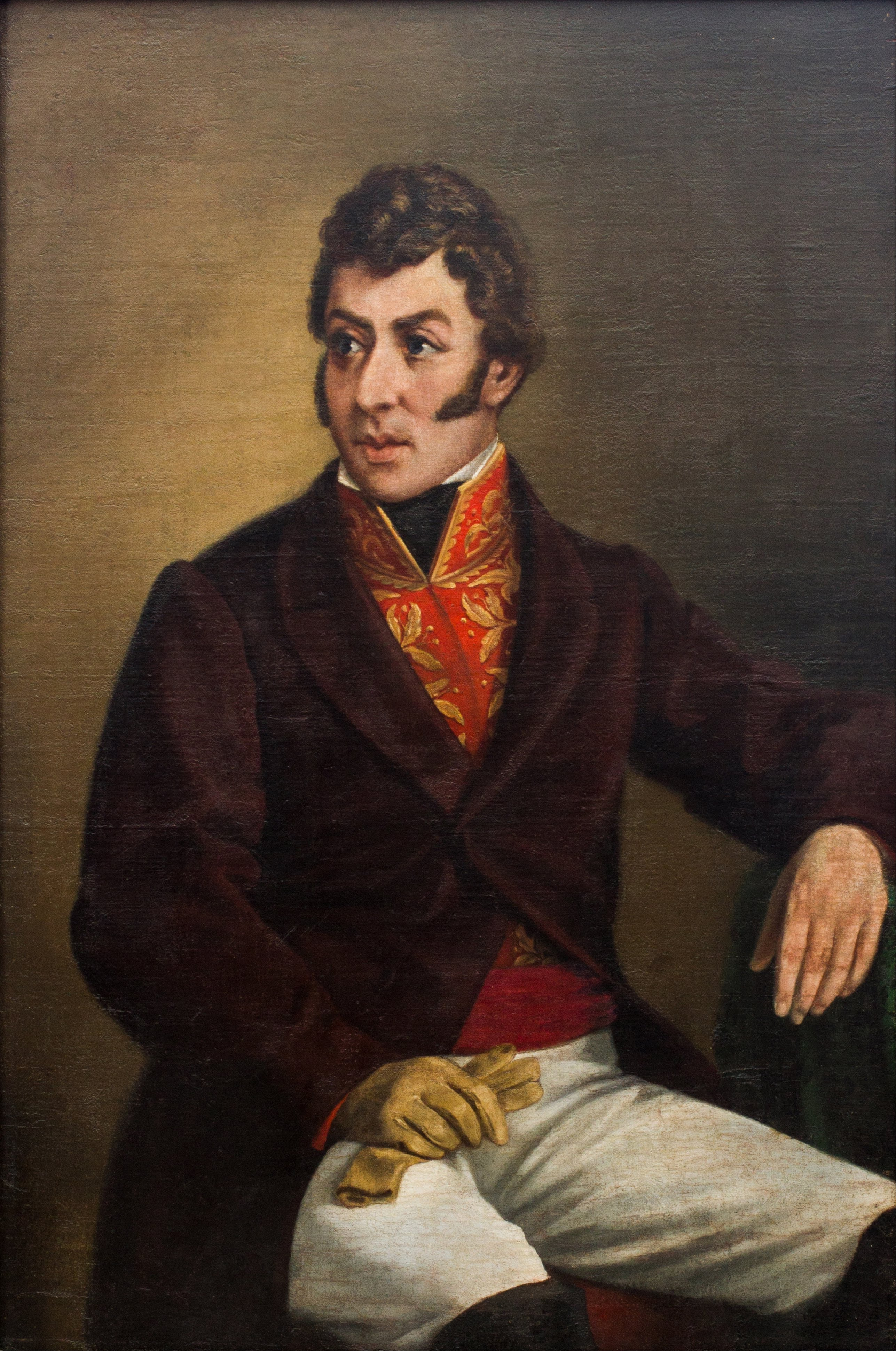
Una de las propiedades de Antonio Nariño fue usada para la construcción del club.

La sede del Jockey Club en la plaza Santander es un edificio de estilo republicano construido entre 1936 a 1939 con fachada clásica pero sencilla, siguiendo ejemplos de palacios del renacimiento con distribución sencilla. En 1940, el club inauguró su sede principal en la carrera 6.ª con calle 15, un edificio diseñado por el arquitecto Gabriel Serrano Camargo. Construida sobre terrenos que antes habían ocupado las casas del expresidente Antonio Nariño y del escritor José Asunción Silva.  
La sede destacaba por su elegante arquitectura y su decoración, que incluía una notable colección de arte, entre la que figuraba Los fusileros de Andrés de Santamaría, 1885. De aquellos años se recuerdan los bailes y banquetes ofrecidos en honor a diferentes líderes y diplomáticos,
A finales del siglo XX, debido a la transformación urbana, el deterioro del centro de la ciudad, el crecimiento demográfico y el desplazamiento sus socios hacia el norte de la ciudad, el club trasladó sus principales actividades a una nueva sede en la carrera 4 con calle 72, manteniendo su antiguo recinto solo para eventos especiales. En 2004 adquiere la sede norte y alterna denominada como sede cultural y en el 2007 se terminaron las obras de su adecuación e intervención por los arquitectos Ricardo Vargas Espinosa, Agustín Morales Vargas y Mario Cabrera Manrique.
En 2015, el edificio del centro comenzó a ser utilizado por la Universidad del Rosario como parte de su campus, albergando la Facultad de Jurisprudencia y otras actividades académicas. En 2021, la universidad adquirió oficialmente el inmueble como parte de su Plan Campus del Centro, que integra diversas sedes cercanas al Claustro, como el edificio El Tiempo.

### Sede Cultural o Casa Herrera

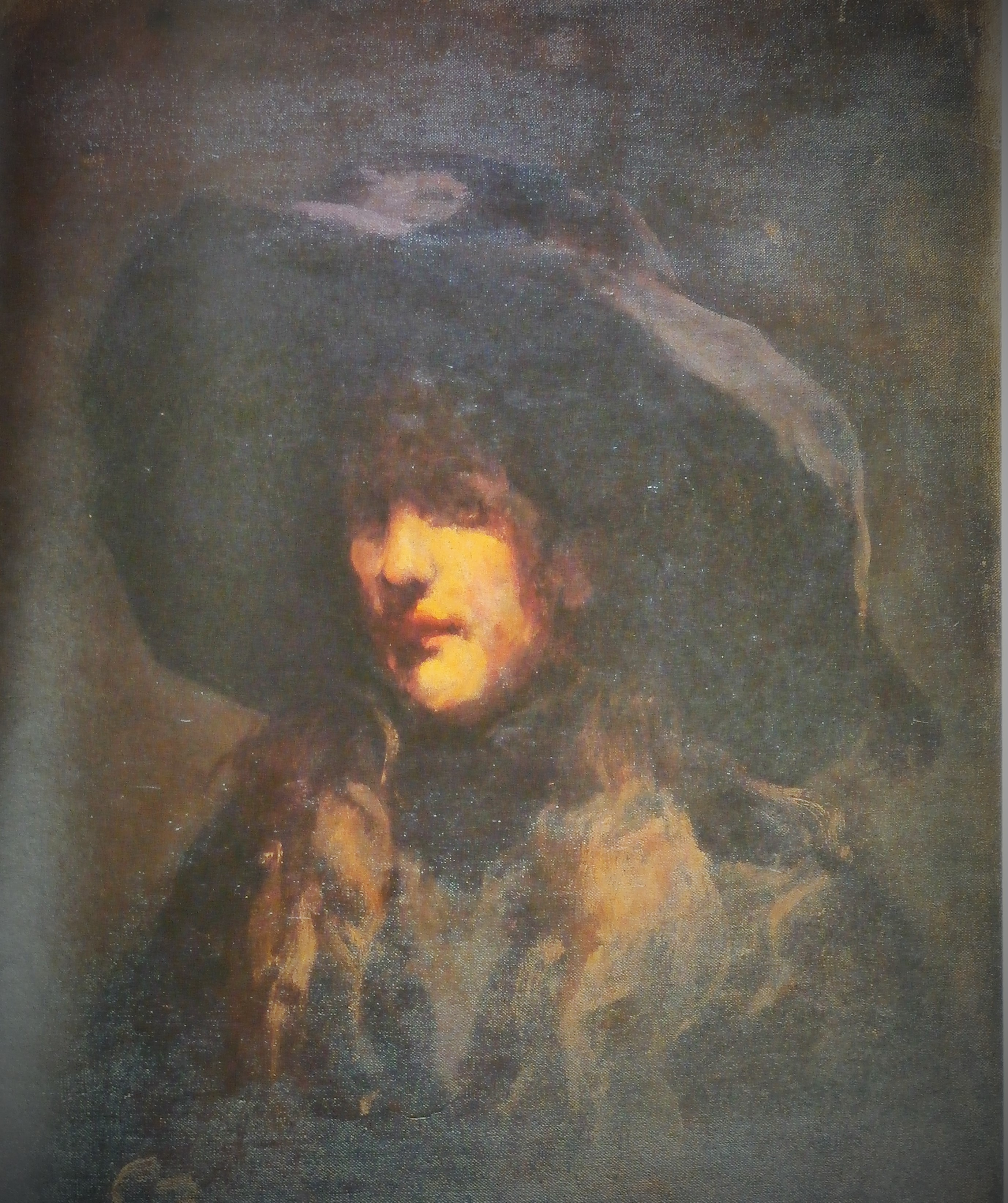
El sombrero negro, 1907. 71 x 60 cm. Óleo sobre lienzo. Colección Jockey Club, Bogotá

En diciembre de 2009, el Jockey Club de Bogotá inauguró su Sede Cultural, ubicada en el norte de la ciudad, en una zona empresarial y rodeada de áreas verdes en una pieza única de arquitectura de una firma que fue protagonista en la expansión de Bogotá hacia el norte en la década de los 30 y 40. 

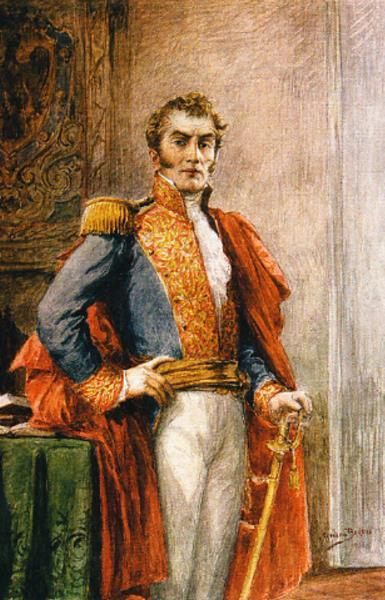
Óleo de Antonio Nariño ubicado en una sala del Jockey Club de Bogotá

Presenta una distribución especial que llevan diferentes nombres entre ellos los salones reservados Portocarrero, O'Leary, Dávila, Holguín-Caro, la biblioteca Nicolás Gómez Dávila y el Salón de Presidentes. Este espacio, anteriormente una casona estilo inglés de los años 1930 perteneció al arquitecto Guillermo Herrera Carrizosa, concebido para promover la cultura y el arte, ofreciendo a sus socios e invitados espacios íntimos y sociales como salas privadas, bibliotecas, salones y bares, además cuenta con pasillos llenos de pinturas de artistas conocidos como Andrés Santamaría, José María Espinosa, Julio Vila y Prades, Ricardo Acevedo Bernal, Ricardo Gómez Campuzano, Ramón Torres Méndez y Olga Wisinger-Florian y cuenta con lugares para exposiciones de pintura, fotografía y escultura, tertulias y conversatorios.
Con salones versátiles y exclusivos como un salón de co-working para llevar a cabo, entre otros, exposiciones, presentaciones musicales, tertulias, conversatorios y reuniones de trabajo, también talleres y cursos de todo tipo. En la mitad hay un espacio independiente al aire libre para eventos, conferencias, exposiciones, fiestas y tertulias que dividen la Casa Herrera con el nuevo edificio. Las renovaciones, en su estado actual, tiene un edificio nuevo con dos niveles inferiores, dos superiores y una terraza con cubierta. 
Tiene grandes ventanales en los espacios centrales ubicados en el primer y segundo piso respectivamente con el fin de enfocar el centro del proyecto hacia la casa estilo inglés con vistas desde la taberna y el bar con un nuevo estilo que rinde homenaje a la historia del club y a la elegancia del establecimiento mientras incorpora elementos de modernidad. Diseñado por Verónica Parra y Laura Urrutia, el espacio se integra en un edificio contemporáneo, obra del arquitecto Carlos Campuzano, que respeta la casa original de estilo inglés del siglo XIX. Arriba el comedor Santa María y un nivel más arriba una gran terraza para actividades al aire libre con vistas a la ciudad.
En los pisos inferiores están los salones de eventos, el vestíbulo, el gimnasio, la peluquería, la piscina, turco, los baños de empleados, vestieres y parqueaderos.

## Socios

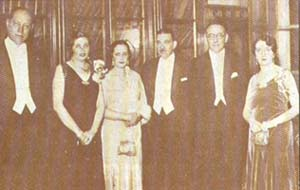
Ex presidente Enrique Olaya Herrera, María Michelsen de López, Clemencia Holguin de Urdaneta, Roberto Urdaneta Arbeláez, Alfonso López Pumarejo y María Teresa Londoño de Olaya, en el Jockey Club de Bogotá, 7 de agosto de 1934.

## Presidentes
| Juan Manuel Dávila Pumarejo           | Jorge Holguín Mallarino     |
| Maximiliano Aya                       | Bernardo Pizano Elbers      |
| Jorge Posada                          | Jorge Vélez                 |
| Justo Vargas                          | Daniel Arias Argáez         |
| Álvaro Carrizosa                      | Daniel Ricaurte             |
| José Joaquín Vargas                   | Pablo Rocha Dordelly        |
| Carlos A. Dávila Ordóñez              | Alfredo Ramos Urdaneta      |
| Domingo Esguerra                      | José María Obregón          |
| Álvaro Holguín y Caro                 | Antonio Izquierdo           |
| Antonio María Pradilla                | Roberto Urdaneta Arbeláez   |
| Juan Uribe-Holguín                    | Alberto Serna               |
| Fernando Salazar Grillo               | Carlos Sanz de Santamaría   |
| Rafael Rocha Schloss                  | Guillermo Herrera Carrizosa |
| Carlos Echeverri Cortés               | Francisco Pizano de Brigard |
| Roberto García Rojas                  | Carlos Urrutia Holguín      |
| Alfonso Dávila Ortiz                  | José Joaquín Casas Fajardo  |
| Fernando de Mendoza Ponce de León     | Alfonso López Caballero     |
| Lorenzo Kling Mazuera 2016-actualidad |                             |